# A.S.C./A.V.S.V.
Het Amsterdamsch Studenten Corps/Amsterdamsche Vrouwelijke Studenten Vereeniging of kortweg A.S.C./A.V.S.V. is een studentenvereniging in Amsterdam. Ze is met circa 2.700 leden (2019) de grootste studentenvereniging van Nederland. Het A.S.C./A.V.S.V. is, als erkend studentencorps, lid van de Algemene Senaten Vergadering.

## Geschiedenis

### Disputen en groensenaten
Aan het begin van de 19de eeuw werden Amsterdamse studenten door hun collega's aan de universiteiten van Leiden, Utrecht en Groningen niet als gelijken gezien. In 1815 werd het Athenaeum Illustre, de voorloper van de Universiteit van Amsterdam, weliswaar wettelijk erkend als instelling voor hoger onderwijs, maar voor examens moest men naar de universiteit. Ook had het Athenaeum Illustre niet het jus promovendi, ofwel het recht om promoties te verlenen. Wie in Amsterdam had gestudeerd, en toetrad tot een dispuut in Leiden, Utrecht en Groningen, waar men groensenaten kende, werd enkel als gelijke behandeld wanneer hij zich onderwierp aan de ontgroeningsperiode bij een lokale groensenaat.
Hierop besloot men in Amsterdam een eigen groensenaat op te richten. Men hoopte op die manier voor elkaar te krijgen dat men in Leiden, Utrecht en Groningen, door erkenning van deze groensenaat, de daar aankomende Amsterdamse, reeds ontgroende studenten als veterani zouden beschouwen, die hun ontgroening reeds aan het Athenaeum Illustre hadden doorgebracht.
In 1818 zag de Amsterdamse groensenaat Ne Praeter Modum ("Niet over de schreef") het licht. Hierin verenigden zich de meeste disputen onder één vertegenwoordigend orgaan, althans, voor kwesties die niet de interne dispuutzaken betroffen. Het zou echter nog een tiental jaren duren voordat de Amsterdammers bij de groensenaten en senaten van de studentencorpora in andere steden als studiosos werden erkend.

### Amsterdamsch Studenten Corps (A.S.C.)
Op 15 mei 1851 besloten verscheidene groensenaten tot samenwerking, waaronder de in 1818 opgerichte groensenaat Ne Praeter Modum. Zij hieven zichzelf op en vormden de Illustrissimus Senatus Studiosorum Amstelodamensium (I.S.S.A.), ofwel "de zeer illustere senaat van studenten uit Amsterdam", als bestuur van een nieuwe studentenvereniging, het Amsterdamsch Studenten Corps (A.S.C.) onder de zinspreuk Honestum Petimus Usque (vertaald uit het Latijn: Onafgebroken zoeken wij het eervolle). Als sociëteit diende het op 11 november 1841 opgerichte Nos Iungit Amicitia (N.I.A.), vertaald uit het Latijn: Ons verbindt de vriendschap. De meeste studenten, doorgaans uit gegoede kringen, waren lid. Diversificatie van de opleiding en maatschappelijke veranderingen leidden na 1877 tot een stijging van het aantal studenten uit niet-traditionele kringen.

### Amsterdamsche Vrouwelijke Studenten Vereeniging (A.V.S.V.)
Aan de Amsterdamse universiteit verschenen de eerste studerende vrouwen in 1881. Een drietal van hen richtte in 1892 de vereniging Dicendo Discentes Discimus op, (D.D.D.) (vertaald uit het Latijn: Wij die leren, leren door te spreken). Dit was weer de voorloper van de in 1902 (aanvankelijk als Utile Dulce (vertaald uit het Latijn: (het) nuttig(e) en zoet(e))), opgerichte Amsterdamsche Vrouwelijke Studenten Vereeniging (A.V.S.V.) onder de zinspreuk: Ardeat Vita (vertaald uit het Latijn: Branden't Leven of Bruisend Leven).

### Eerste fusie
Het A.V.S.V. fuseerde in 1903 met het A.S.C. Dit resulteerde in een landelijke primeur: een gemengd corps en een dame in een studentensenaat. Hierom werd sinds 1903 het A.S.C. niet langer door de andere corpora (de latere Algemene Senaten Vergadering) erkend. Ideaal was de verhouding tussen het A.S.C. en de A.V.S.V. overigens niet. Het veroorzaakte regelmatig verwijderingen en weer toenaderingen. Zo zouden de dames van de A.V.S.V. in 1906 een fusie met het VU-corps (het latere L.A.N.X.) hebben onderzocht. Dit zou echter door het VU-corps van de hand zijn gewezen. In 1912 maakten de dames en heren studenten de fusie weer ongedaan. In 1913 was ook de aanvankelijke verwijdering met de overige corpora voorbij en werd het A.S.C weer erkend door - en trad het A.S.C. toe tot - de A.S.V.

### Tweede fusie
In 1945 werden de verenigingen heropgericht, nadat zij zichzelf in 1941 hadden ontbonden als protest tegen de uitsluiting van Joodse leden. Maatschappelijke ontwikkelingen leidden in de jaren na 1970 tot een dieptepunt in de belangstelling voor het verenigingsleven. Dit deed zich vooral gevoelen in de penibele financiële situatie waarin vooral het A.S.C. terecht was gekomen. In 1971 trokken de heren – vrijwel berooid – bij de dames in. Later in datzelfde jaar volgde de definitieve fusie van A.S.C. en A.V.S.V. tot het A.S.C./A.V.S.V. De sociëteit werd gemengd en VU- en HBO-studenten konden ook lid worden. Een aantal sub-verenigingen maakten zich los van het A.S.C./A.V.S.V.

### Cultuuromslag
In 2021 kwam aan het licht dat tijdens ontgroeningen buitensporig veel geweld werd toegepast. Het bestuur besloot tot een cultuuromslag. Dat die nog niet geslaagd was, bleek in 2022, toen ophef ontstond over seksistische uitlatingen van enkele mannelijke leden, waaronder bestuurleden, tijdens het lustrumdiner van de mannelijke leden van de vereniging. De vrouwelijke leden aten apart. Naar aanleiding daarvan trad de rector van de Senaat, Heleen Vos, af.

## Sociëteit

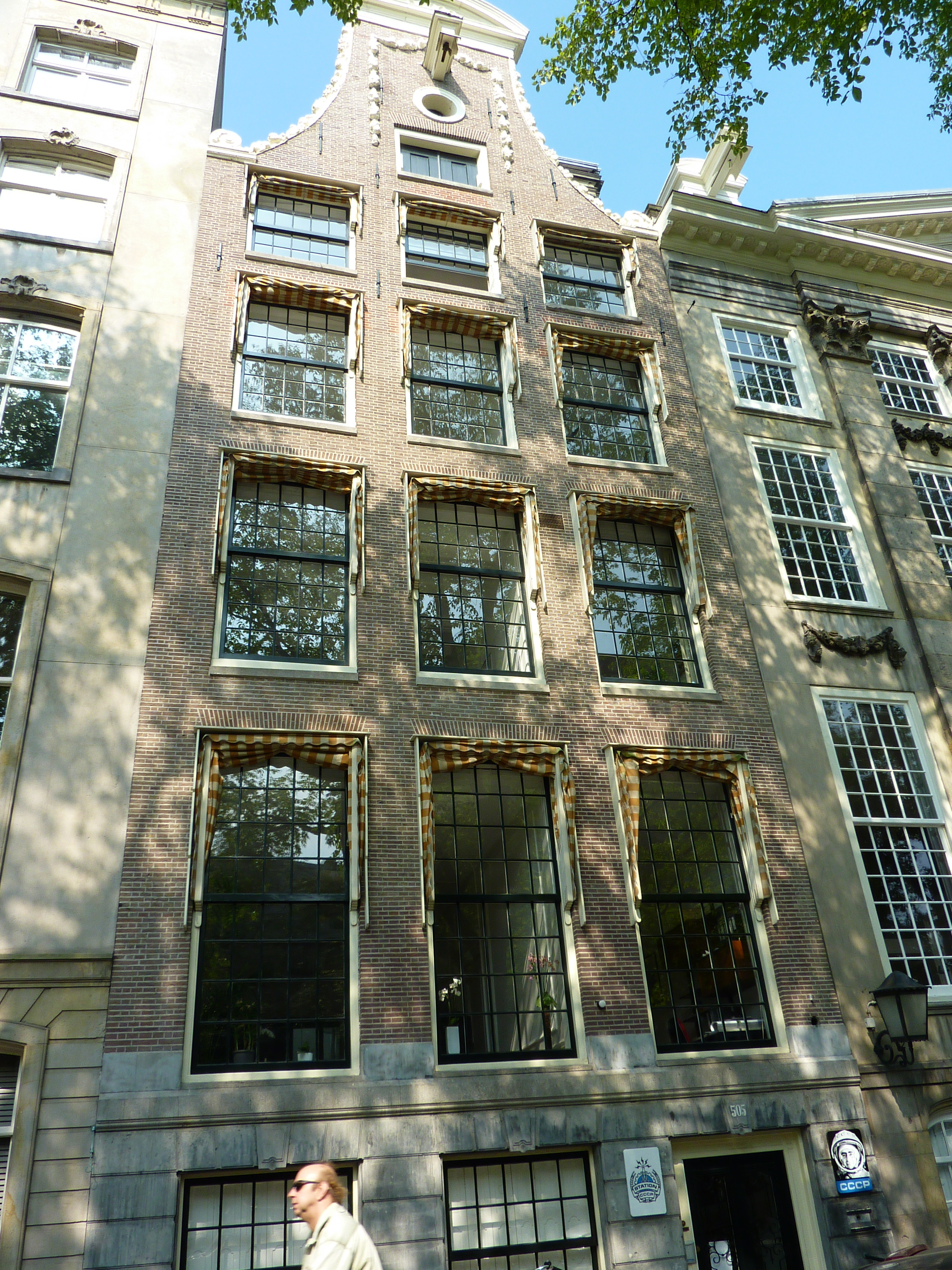
Pand aan de Herengracht 505 in Amsterdam

Sociëteit Nos Iungit Amicitia (Latijn: Vriendschap verbindt ons) werd opgericht op 11 november 1841, als zetel van het A.S.C., en bevond zich de eerste vier jaar van haar bestaan aan De Karseboom in de Kalverstraat. Na verschillende omzwervingen werd in 1994 Warmoesstraat 153-157 aangekocht, een voormalige drukkerij en de haar omringende huizen, nadat de toenmalige zetel in Het Gulden Huys aan de Raamgracht 6-8 te klein was geworden. De sociëiteit was eerder onder meer gevestigd in de bar van Hotel Americain, in De Kroon aan het Rembrandtplein, in De Roode Leeuw en in het gebouw van de Academie van Bouwkunst aan de Marnixstraat. De sociëiteit van het A.V.S.V. was aanvankelijk gevestigd in twee ruimten van het tegenover het Amstel Hotel gelegen Café Continental, en zou voor de fusie met het A.S.C. nog twee keer verhuizen, naar Herengracht 505 en Raamgracht 6-8.

## Interne organisatie

### Senaat

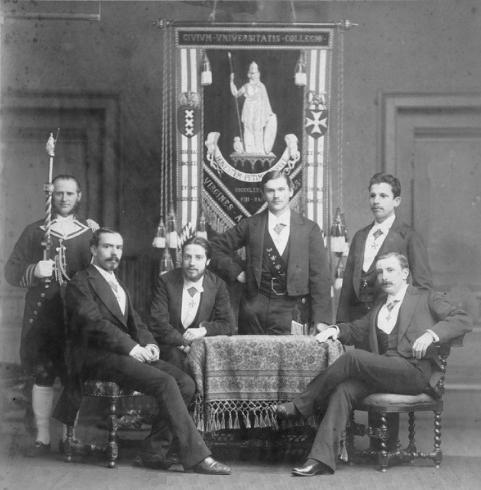
Den I.S.S.A. anno 1883 met Frederik van Eeden, staand midden, als lid van den I.S.S.A.

De Senaat, luisterend naar de naam Illustrissimus Senatus Studiosorum Amstelodamensium, of 'den I.S.S.A.' is het bestuurlijk hoofdorgaan van de vereniging. Het bestaat uit drie dames en drie heren, afwisselend voorgezeten door een man en een vrouw. De senaat bestaat uit een Rector, Ab actis, Quaestor Primus, Quaestor Secundus, Assessor Primus en Assessor Secundus. De eerste vrouwelijk rector werd benoemd in 1982. Dat was tevens het jaar dat de I.S.S.A. besloot om de groeiende toeloop van nieuwe leden op te vangen door de oprichting van een nieuw meisjesdispuut en het instellen van een loting.

### Novitiaatscommissie
Het orgaan dat de ontgroeningen van aspirant-leden verzorgt, is de Senaatscommissie Ne Praeter Modum, in zekere zin een voortzetting van de groensenaat uit 1818.

### Disputen
De leden van de vereniging zijn verdeeld over verschillende disputen, met leden uit verschillende lichtingen. Deze dispuutstructuur is het belangrijkste interne verband van de vereniging. Vanaf de (tweede) fusie tussen het A.S.C. en het A.V.S.V. in 1971 tot aan 2001 bestonden er gemengde disputen. Sinds 2001 tellen disputen enkel vrouwen of enkel mannen. Van origine waren de disputen zogeheten 'vakdisputen', met als kernactiviteit het bediscussiëren ('disputeren') van wetenschappelijke en literaire onderwerpen. Het oudste nog bestaande (vak)dispuut van Amsterdam, het Westersch Litterarisch Gezelschap V.N.I.C.A. (1850), trad in de jaren '70 uit het A.S.C. en bestaat sindsdien onafhankelijk. Het theologische vakdispuut L.O.S. (1806) ging in 2006 ter ziele.

### Subverenigingen
De vereniging kent verschillende subverenigingen rond een sport of interessegebied, zoals de Koninklijke Studenten Schietvereeniging (1880), roeivereniging ASR Nereus (1885) en rugbyvereniging ASRV Ascrum (1962).

## Bekende (oud-)leden
- Vastert van Aardenne
- C.S. Adama van Scheltema
- Robert Alberdingk Thijm
- Cornelius Ubbo Ariëns Kappers
- Hans Ariëns Kappers
- Rutger Arisz
- Reinier Cornelis Bakhuizen van den Brink
- Binnert de Beaufort
- Belcampo
- Judith Belinfante
- Carina Benninga
- Pepijn Bierenbroodspot
- Marjolein Bolhuis-Eijsvogel
- Frits Bolkestein
- Els Borst
- Bartho Braat
- Hugo Brandt Corstius
- Philo Bregstein
- Luitzen Egbertus Jan Brouwer
- Hendrik Brugmans
- Caroline De Bruijn
- Alice Brunner
- Andreas Burnier
- Sarah Chronis
- Clovis Cnoop Koopmans
- Julie Deiters
- Alphons Diepenbrock
- Willem Diepraam
- Frederik Gerard van Dijk
- Iet van Dijk
- Margot Dijkgraaf
- Dick Dolman
- Imme Dros
- Anton Ederveen
- Frederik van Eeden
- Herman van den Eerenbeemt
- Beau van Erven Dorens
- Enno Endt
- Robert Feenstra
- Douwe Wessel Fokkema
- Harrie Geelen
- Pieter Geelen
- Ursul de Geer
- Bastiaan Geleijnse
- Jaap Glasz
- Harold Goddijn
- Pieter Goemans
- Theo van Gogh
- Herman Gorter
- Willem Roelof Oege Goslings
- Bas Grevelink
- Pim Haak
- Hella Haasse
- Cox Habbema
- Joost Adriaan van Hamel
- Elsemieke Havenga
- Henry Pierre Heineken
- Albert Heijn
- Gerard Hermans
- Sophie Hermans
- Dominique van der Heyde
- Stanley Hoogland
- Chiem van Houweninge
- Philip Huff
- Peter Pannekoek
- John Jaakke
- Emile Jaensch
- Wouter de Jong
- Freek de Jonge
- Erik Jurgens
- Antonie Kamerling
- Liesbeth Kamerling
- Micha Kat
- Hans Kelderman
- Wim Klooster
- Christon Kloosterboer
- Robert-Jan Knook
- Dolph Kohnstamm
- Jacob Kohnstamm
- Max Kohnstamm
- Rita Kohnstamm
- Rad Kortenhorst
- Louise Korthals
- Rudy Kousbroek
- Pieter Lakeman
- Cornelia de Lange
- Thijs van Leer
- Reinbert de Leeuw
- Jhr. Emile van Lennep
- Jacob van Lennep
- Gerard van der Linden
- Teunis van der Linden
- Joseph Luns
- Boaz Meylink
- Adri Middag
- Hubertus van Mook
- David Moolenburgh
- Bram Moszkowicz
- Piet Muntendam
- Atzo Nicolaï
- Annet Nieuwenhuijzen
- Martinus Nijhoff
- Kajsa Ollongren
- Allard Oosterhuis
- Amalia van Oranje
- Peter-Frans Pauwels
- Andrea van Pol
- Minus Polak
- Sophie Polkamp
- Sandra Le Poole
- Nicolaas Wilhelmus Posthumus
- Hendrick Peter Godfried Quack
- John Reid
- Philippe Remarque
- Paul Reymer
- Alexander Ribbink
- Edwin Rutten
- Willem van de Sande Bakhuyzen
- Marietje Schaake
- Hannie Schaft
- Willem Matthias van der Scheer
- Ivo Schöffer
- Paulus Scholten
- Ynso Scholten
- Liesje Schreinemacher
- Marc Schröder
- Xandra Schutte
- Maurice Seleky
- Jan Six
- Raymond Spanjar
- Frans Spits
- Frits Spits
- Frits Staal
- Diederik Stapel
- Jaap Stockmann
- Kick Stokhuyzen
- Sander Stols
- Françoise Stoop
- Robin Swane
- Cornelis Jacob den Tex
- Syo Thoden van Velzen
- Johan Rudolph Thorbecke
- Jeroen Tjepkema
- Ed van Thijn
- Joop van Tijn
- Aegidius Willem Timmerman
- Jean-Marc van Tol
- Maarten van Traa
- Iwan Vanier
- Myrna Veenstra
- Bram Vermeulen
- Gijs Vermeulen
- Klaas Vermeulen
- Lauren Verster
- Aat Vis
- Albertine van Vliet-Kuiper
- Lien Vos-van Gortel
- Noortje Veldhuizen
- Jeroen Vullings
- Hans Wiegel
- Marieke van der Werf
- Kees Winkler
- Simon de Wit
- Gerrit Jan Wolffensperger
- Gerrit Wolsink